# Elecciones municipales de Lima de 1998
Las elecciones municipales de Lima de 1998 se llevaron a cabo el 11 de octubre de 1998 para elegir al Alcalde Metropolitano y al Concejo Metropolitano de Lima para el periodo 1999-2002. La elección se celebró simultáneamente con elecciones municipales (provinciales y distritales) en todo el país.
Alberto Andrade, alcalde de Lima en funciones, fue reelegido con más del 50% para desempeñar el cargo hasta el 2002.

## Sistema electoral
La Municipalidad Metropolitana de Lima es el órgano administrativo y de gobierno de la provincia de Lima. Está compuesta por el alcalde y el Concejo Metropolitano.
La votación del alcalde y el concejo se realiza en base al sufragio universal, que comprende a todos los ciudadanos nacionales mayores de dieciocho años, empadronados y residentes en la provincia de Lima y en pleno goce de sus derechos políticos, así como a los ciudadanos no nacionales residentes y empadronados en la provincia de Lima.
El Concejo Metropolitano de Lima está compuesto por 39 regidores elegidos por sufragio directo para un período de cuatro (4) años, en forma conjunta con la elección del alcalde (quien lo preside). La votación es por lista cerrada y bloqueada. Para que una lista sea proclamada ganadora debe obtener más del 20% de los votos válidos; en caso ninguna lista logre ese porcentaje, los dos listas más votadas participan en una segunda vuelta o balotaje. Se asigna a la lista ganadora los escaños según el método d'Hondt o la mitad más uno, lo que más le favorezca.

## Composición del Concejo Metropolitano de Lima
La siguiente tabla muestra la composición del Concejo Metropolitano de Lima antes de las elecciones.
| Partidos | Partidos                       | Regidores |
| -------- | ------------------------------ | --------- |
|          | Lista Independiente Somos Lima | 20        |
|          | Cambio 90 - Nueva Mayoría      | 19        |

## Partidos y candidatos
A continuación se muestra una lista de los principales partidos y alianzas electorales que participaron en las elecciones:
| Candidatura | Candidatura | Partidos y alianzas                                | Candidatos | Candidatos                       | Ideología                                   | Resultado previo | Resultado previo | Ref. |
| Candidatura | Candidatura | Partidos y alianzas                                | Candidatos | Candidatos                       | Ideología                                   | Votos (%)        | Reg.             | Ref. |
| ----------- | ----------- | -------------------------------------------------- | ---------- | -------------------------------- | ------------------------------------------- | ---------------- | ---------------- | ---- |
|             | SP          | Lista - Movimiento Independiente Somos Perú (SP)   |            | Alberto Andrade Carmona          | Democracia cristiana Conservadurismo social | 52.07%           | 20               |      |
|             | VV          | Lista - Movimiento Independiente Vamos Vecino (VV) |            | Juan Carlos Hurtado Miller       | Fujimorismo                                 | 47.93%           | 19               |      |
|             | APRA        | Lista - Partido Aprista Peruano (APRA)             |            | Carlos Roca Cáceres              | Aprismo                                     | Nuevo            | Nuevo            |      |
|             | AP          | Lista - Acción Popular (AP)                        |            | Luis Enrique Gálvez de la Puente | Humanismo Nacionalismo cívico Reformismo    | Nuevo            | Nuevo            |      |

## Sondeos de opinión
Las siguientes tablas enumeran las estimaciones de la intención de voto en orden cronológico inverso, mostrando las más recientes primero y utilizando las fechas en las que se realizó el trabajo de campo de la encuesta. Cuando se desconocen las fechas del trabajo de campo, se proporciona la fecha de publicación.
Leyenda:
     Sondeo realizado en el periodo de prohibición legal de la difusión de sondeos de intención de voto.

### Intención de voto
La siguiente tabla enumera las estimaciones ponderadas (sin incluir votos en blanco y nulos) de la intención de voto.
|                                 |             |   |      |      |     |     |      |  |  |  |  |
| Elecciones municipales de 1998  | 11 oct 1998 | — | 58.6 | 32.7 | 4.8 | 3.8 | 25.9 |  |  |  |  |
|                                 |             |   |      |      |     |     |      |  |  |  |  |
| Apoyo Opinión y Mercado/América | 11 oct 1998 | ? | 61.0 | 31.0 | 4.0 | 4.0 | 30.0 |  |  |  |  |
| Apoyo Opinión y Mercado         | Sep 1998    | ? | 69.0 | 26.4 | –   | –   | 42.5 |  |  |  |  |
| Apoyo Opinión y Mercado         | Ago 1998    | ? | 60.5 | 24.4 | –   | –   | 36.1 |  |  |  |  |
| Apoyo Opinión y Mercado         | Jul 1998    | ? | 74.1 | 12.3 | –   | –   | 61.7 |  |  |  |  |

### Preferencias de voto
La siguiente tabla enumera las preferencias de voto en bruto (incluyendo blancos, viciados y sin respuesta) y no ponderadas.
|                                |             |   |      |      |     |     |      |   |      |  |  |
| Elecciones municipales de 1998 | 11 oct 1998 | — | 52.6 | 29.3 | 4.3 | 3.4 | 10.4 | – | 25.9 |  |  |
|                                |             |   |      |      |     |     |      |   |      |  |  |
| Apoyo Opinión y Mercado        | Sep 1998    | ? | 60   | 23   | –   | –   | 8    | 5 | 37   |  |  |
| Apoyo Opinión y Mercado        | Ago 1998    | ? | 52   | 21   | –   | –   | 10   | 4 | 31   |  |  |
| Apoyo Opinión y Mercado        | Jul 1998    | ? | 60   | 10   | –   | –   | 14   | 5 | 50   |  |  |

## Resultados

### Sumario general
| |                                             |              |              |              |           |           |
| Partidos y coaliciones | Partidos y coaliciones                      | Voto popular | Voto popular | Voto popular | Regidores | Regidores |
| Partidos y coaliciones | Partidos y coaliciones                      | Votos        | %            | ±pp          | Total     | +/−       |
| | Movimiento Independiente Somos Perú (SP)1   | 1,837,226    | 58.75        | +6.68        | 24        | +4        |
| | Movimiento Independiente Vamos Vecino (VV)2 | 1,021,323    | 32.66        | –15.27       | 13        | –6        |
| | Partido Aprista Peruano (APRA)              | 150,087      | 4.80         | n/a          | 1         | +1        |
| | Acción Popular (AP)                         | 118,502      | 3.78         | n/a          | 1         | +1        |
| |                                             |              |              |              |           |           |
| Total | Total                                       | 3,127,138    |              |              | 39        | ±0        |
| |                                             |              |              |              |           |           |
| Votos válidos | Votos válidos                               | 3,127,138    | 89.58        | –2.25        |           |           |
| Votos en blanco | Votos en blanco                             | 243,066      | 6.96         | +1.19        |           |           |
| Votos nulos | Votos nulos                                 | 120,650      | 3.46         | +1.06        |           |           |
| Votos emitidos | Votos emitidos                              | 3,490,854    | 82.67        | +1.58        |           |           |
| Abstenciones | Abstenciones                                | 731,776      | 17.33        | –1.58        |           |           |
| Votantes registrados | Votantes registrados                        | 4,222,630    |              |              |           |           |
| |                                             |              |              |              |           |           |
| Fuente: |                                             |              |              |              |           |           |

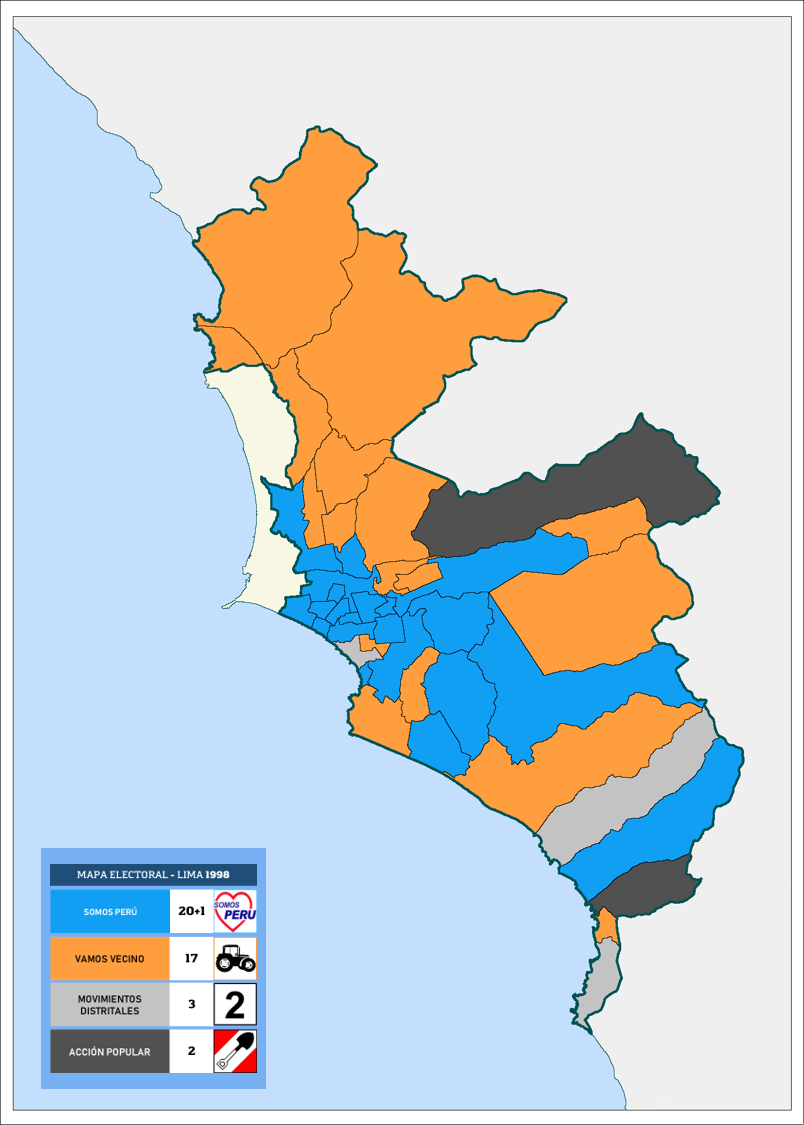
Elecciones municipales distritales de Lima de 1998.

| Notas al pie: 1 Comparado con los resultados de Lista Independiente Somos Lima en las elecciones de 1995. 2 Comparado con los resultados de Cambio 90 - Nueva Mayoría (C90–NM) en las elecciones de 1995. |                                             |              |              |              |           |           |
| Notas al pie: |                                             |              |              |              |           |           |
| 1 Comparado con los resultados de Lista Independiente Somos Lima en las elecciones de 1995. 2 Comparado con los resultados de Cambio 90 - Nueva Mayoría (C90–NM) en las elecciones de 1995.               |                                             |              |              |              |           |           |

### Concejo Metropolitano de Lima
| Cargo                          | Autoridad electa                    | Partido político | Partido político                      |
| ------------------------------ | ----------------------------------- | ---------------- | ------------------------------------- |
| Alcalde Metropolitano de Lima  | Alberto Andrade Carmona             |                  | Movimiento Independiente Somos Perú   |
| Regidor Metropolitano de Lima  | Germán Aparicio Lembcke             |                  | Movimiento Independiente Somos Perú   |
| Regidor Metropolitano de Lima  | Manuel Masías Oyanguren             |                  | Movimiento Independiente Somos Perú   |
| Regidor Metropolitano de Lima  | Michel Azcueta Gorostiza            |                  | Movimiento Independiente Somos Perú   |
| Regidora Metropolitana de Lima | Esther Álvarez Silva                |                  | Movimiento Independiente Somos Perú   |
| Regidor Metropolitano de Lima  | Augusto Claux Koechlin              |                  | Movimiento Independiente Somos Perú   |
| Regidor Metropolitano de Lima  | Alejandro Olivares Valdivia         |                  | Movimiento Independiente Somos Perú   |
| Regidor Metropolitano de Lima  | Jorge Ruíz de Somocurcio Hidalgo    |                  | Movimiento Independiente Somos Perú   |
| Regidor Metropolitano de Lima  | Santiago Pérez Cabanillas           |                  | Movimiento Independiente Somos Perú   |
| Regidora Metropolitana de Lima | Olimpia Méndez Alfonso Vda. de León |                  | Movimiento Independiente Somos Perú   |
| Regidor Metropolitano de Lima  | Lincoln Okuma Maruy                 |                  | Movimiento Independiente Somos Perú   |
| Regidora Metropolitana de Lima | Lucrecia Ochoa Berreteaga           |                  | Movimiento Independiente Somos Perú   |
| Regidor Metropolitano de Lima  | Pablo Zorrilla Díaz                 |                  | Movimiento Independiente Somos Perú   |
| Regidor Metropolitano de Lima  | Raúl Rachitoff Cavassa              |                  | Movimiento Independiente Somos Perú   |
| Regidor Metropolitano de Lima  | Walter Ledgard Buse                 |                  | Movimiento Independiente Somos Perú   |
| Regidor Metropolitano de Lima  | Ricardo Palma del Busto             |                  | Movimiento Independiente Somos Perú   |
| Regidor Metropolitano de Lima  | Martín d'Azevedo García             |                  | Movimiento Independiente Somos Perú   |
| Regidora Metropolitana de Lima | Julia Haak Mares de Sulmont         |                  | Movimiento Independiente Somos Perú   |
| Regidora Metropolitana de Lima | Elsa Saravia Arenaza                |                  | Movimiento Independiente Somos Perú   |
| Regidora Metropolitana de Lima | Úrsula Prelle Stahl                 |                  | Movimiento Independiente Somos Perú   |
| Regidor Metropolitano de Lima  | Federico Tong Hurtado               |                  | Movimiento Independiente Somos Perú   |
| Regidor Metropolitano de Lima  | Raúl Dueñas Rospigliosi             |                  | Movimiento Independiente Somos Perú   |
| Regidora Metropolitana de Lima | María Velásquez Escalante           |                  | Movimiento Independiente Somos Perú   |
| Regidor Metropolitano de Lima  | Renato Quincot Regalado             |                  | Movimiento Independiente Somos Perú   |
| Regidora Metropolitana de Lima | Elsie Guerrero Bedoya               |                  | Movimiento Independiente Somos Perú   |
| Regidora Metropolitana de Lima | Leonie Roca Voto-Bernales           |                  | Movimiento Independiente Vamos Vecino |
| Regidor Metropolitano de Lima  | Luis Giampietri Rojas               |                  | Movimiento Independiente Vamos Vecino |
| Regidor Metropolitano de Lima  | Héctor Chumpitaz Gonzales           |                  | Movimiento Independiente Vamos Vecino |
| Regidor Metropolitano de Lima  | José Luis Escaffi Kahatt            |                  | Movimiento Independiente Vamos Vecino |
| Regidor Metropolitano de Lima  | Jorge Price Masalías                |                  | Movimiento Independiente Vamos Vecino |
| Regidor Metropolitano de Lima  | Ángel Alva Manfredi                 |                  | Movimiento Independiente Vamos Vecino |
| Regidor Metropolitano de Lima  | Diego Fernández-Concha Murazzi      |                  | Movimiento Independiente Vamos Vecino |
| Regidora Metropolitana de Lima | Rosa Espinal Ramírez                |                  | Movimiento Independiente Vamos Vecino |
| Regidora Metropolitana de Lima | María Cárdenas Perauna              |                  | Movimiento Independiente Vamos Vecino |
| Regidor Metropolitano de Lima  | José García Valdivieso              |                  | Movimiento Independiente Vamos Vecino |
| Regidor Metropolitano de Lima  | Luis Navarrete Santillán            |                  | Movimiento Independiente Vamos Vecino |
| Regidor Metropolitano de Lima  | Roberto Tronco Criollo              |                  | Movimiento Independiente Vamos Vecino |
| Regidor Metropolitano de Lima  | Rómulo Grados Fuentes               |                  | Movimiento Independiente Vamos Vecino |
| Regidor Metropolitano de Lima  | José Luna Gálvez                    |                  | Partido Aprista Peruano               |
| Regidor Metropolitano de Lima  | Miguel Romero Sotelo                |                  | Acción Popular                        |

## Elecciones municipales distritales

### Sumario general
| Partidos y coaliciones | Partidos y coaliciones                      | Voto popular | Voto popular | Voto popular | Alcaldías | Alcaldías |
| Partidos y coaliciones | Partidos y coaliciones                      | Votos        | %            | ±pp          | Total     | +/−       |
| --- | ------------------------------------------- | ------------ | ------------ | ------------ | --------- | --------- |
| | Movimiento Independiente Somos Perú (SP)1   |              |              |              | 22        | +3        |
| | Movimiento Independiente Vamos Vecino (VV)2 |              |              |              | 16        | –3        |
| | Acción Popular (AP)                         |              |              |              | 1         | ±0        |
| | Partido Aprista Peruano (APRA)              |              |              | n/a          | 0         | ±0        |
| | Unión por el Perú (UPP)                     |              |              | Nuevo        | 0         | ±0        |
| | Listas independientes distritales           |              |              | n/a          | 2         | –1        |
| | Elecciones municipales complementarias      | n/a          | n/a          | n/a          | 1         | n/a       |
| |                                             |              |              |              |           |           |
| Total | Total                                       |              |              |              | 42        | ±0        |
| |                                             |              |              |              |           |           |
| Votos válidos |                                             |              |              |              |           |           |
| Votos en blanco |                                             |              |              |              |           |           |
| Votos nulos |                                             |              |              |              |           |           |
| Votos emitidos |                                             |              |              |              |           |           |
| Abstenciones |                                             |              |              |              |           |           |
| Votantes registrados |                                             |              |              |              |           |           |
| |                                             |              |              |              |           |           |
| Fuente: |                                             |              |              |              |           |           |
| Notas al pie: 1 Comparado con los resultados de Lista Independiente Somos Lima en las elecciones de 1995. 2 Comparado con los resultados de Cambio 90 - Nueva Mayoría (C90–NM) en las elecciones de 1995. |                                             |              |              |              |           |           |
| Notas al pie: |                                             |              |              |              |           |           |
| 1 Comparado con los resultados de Lista Independiente Somos Lima en las elecciones de 1995. 2 Comparado con los resultados de Cambio 90 - Nueva Mayoría (C90–NM) en las elecciones de 1995.               |                                             |              |              |              |           |           |

### Resultados por distrito
La siguiente tabla enumera el control de los distritos de la provincia de Lima. El cambio de mando de una organización política se resalta del color de ese partido.
| Distritos               | Alcalde(sa) titular         | Partido político | Partido político          | Alcalde(sa) electo(a)                          | Partido político                               | Partido político                               |
| ----------------------- | --------------------------- | ---------------- | ------------------------- | ---------------------------------------------- | ---------------------------------------------- | ---------------------------------------------- |
| Ancón                   | José Mejía Tarazona         |                  | Somos Lima                | Miguel Ortecho Romero                          |                                                | Vamos Vecino                                   |
| Ate                     | Enrique Pajuelo Roldán      |                  | Cambio 90 - Nueva Mayoría | Óscar Benavides Majino                         |                                                | Somos Perú                                     |
| Barranco                | Mario Zolezzi Chocano       |                  | Somos Lima                | Josefina Estrada Mesinas                       |                                                | Somos Perú                                     |
| Breña                   | Carlos Salazar Beraún       |                  | Somos Lima                | Carlos Sandoval Blancas                        |                                                | Somos Perú                                     |
| Carabayllo              | Guillermo Tapia Zegarra     |                  | Cambio 90 - Nueva Mayoría | Ricardo Bisetti Pinedo                         |                                                | Vamos Vecino                                   |
| Chaclacayo              | Delia Vergara Pérez         |                  | Cambio 90 - Nueva Mayoría | Delia Vergara Pérez                            |                                                | Vamos Vecino                                   |
| Chorrillos              | Pablo Gutiérrez Weselby     |                  | Lista Independiente N° 11 | Augusto Miyashiro Yamashiro                    |                                                | Vamos Vecino                                   |
| Cieneguilla             | Pedro Mendoza Espinoza      |                  | Somos Lima                | Amílcar Carrillo Velarde                       |                                                | Vamos Vecino                                   |
| Comas                   | Julio Saldaña Grández       |                  | Cambio 90 - Nueva Mayoría | Arnulfo Medina Cruces                          |                                                | Somos Perú                                     |
| El Agustino             | Francisco Antiporta Laymito |                  | Cambio 90 - Nueva Mayoría | Francisco Antiporta Laymito                    |                                                | Vamos Vecino                                   |
| Independencia           | Roberto Vidal Vidal         |                  | Cambio 90 - Nueva Mayoría | Guillermo Chacaltana Yeren                     |                                                | Vamos Vecino                                   |
| Jesús María             | Francisca Izquierdo Negrón  |                  | Somos Lima                | Francisca Izquierdo Negrón                     |                                                | Somos Perú                                     |
| La Molina               | Paul Figueroa Lequien       |                  | Somos Lima                | Paul Figueroa Lequien                          |                                                | Somos Perú                                     |
| La Victoria             | Juan Olazábal Segovia       |                  | Somos Lima                | Jorge Bonifaz Carmona                          |                                                | Somos Perú                                     |
| Lince                   | Eduardo Mostajo Turner      |                  | Somos Lima                | Waldo Olivos Villarreal                        |                                                | Somos Perú                                     |
| Los Olivos              | Felipe Castillo Alfaro      |                  | Cambio 90 - Nueva Mayoría | Felipe Castillo Alfaro                         |                                                | Vamos Vecino                                   |
| Lurigancho              | Luis Bueno Quino            |                  | Acción Popular            | Luis Bueno Quino                               |                                                | Acción Popular                                 |
| Lurín                   | Oswaldo Weberhofer Vildoso  |                  | Cambio 90 - Nueva Mayoría | Oswaldo Weberhofer Vildoso                     |                                                | Vamos Vecino                                   |
| Magdalena del Mar       | Óscar Barón Fernández       |                  | Somos Lima                | Juan Núñez Stolar                              |                                                | Somos Perú                                     |
| Miraflores              | Fernando Andrade Carmona    |                  | Somos Lima                | Elecciones municipales complementarias de 1999 | Elecciones municipales complementarias de 1999 | Elecciones municipales complementarias de 1999 |
| Pachacámac              | Carlos Ardiles Sal y Rosas  |                  | Cambio 90 - Nueva Mayoría | Carlos Ardiles Sal y Rosas                     |                                                | Somos Perú                                     |
| Pucusana                | Juan Guerrero Orbegozo      |                  | Cambio 90 - Nueva Mayoría | Pedro Florián Huari                            |                                                | Somos Perú                                     |
| Pueblo Libre            | Blanca Beltrán Salazar      |                  | Somos Lima                | Ángel Tacchino del Pino                        |                                                | Somos Perú                                     |
| Puente Piedra           | Milton Jiménez Salazar      |                  | Cambio 90 - Nueva Mayoría | Milton Jiménez Salazar                         |                                                | Vamos Vecino                                   |
| Punta Hermosa           | Geraldo Castro García       |                  | Cambio 90 - Nueva Mayoría | Geraldo Castro García                          |                                                | Comité Independiente de Unidad                 |
| Punta Negra             | Marcial Buitrón Huapaya     |                  | Somos Lima                | Marcial Buitrón Huapaya                        |                                                | Movimiento de Integración                      |
| Rímac                   | José Navarro Lévano         |                  | Somos Lima                | Gloria Jaramillo Aguilar                       |                                                | Somos Perú                                     |
| San Bartolo             | Wilder Parinango Sánchez    |                  | Somos Lima                | Wilder Parinango Sánchez                       |                                                | Somos Perú                                     |
| San Borja               | Luisa María Cuculiza Torre  |                  | Lista Independiente N° 7  | Luisa María Cuculiza Torre                     |                                                | Somos Perú                                     |
| San Isidro              | Gastón Barúa Lecaros        |                  | Somos Lima                | Gastón Barúa Lecaros                           |                                                | Somos Perú                                     |
| San Juan de Lurigancho  | Luis Suárez Cáceres         |                  | Cambio 90 - Nueva Mayoría | Ricardo Chiroque Paico                         |                                                | Vamos Vecino                                   |
| San Juan de Miraflores  | Adolfo Ocampo Vargas        |                  | Cambio 90 - Nueva Mayoría | Adolfo Ocampo Vargas                           |                                                | Vamos Vecino                                   |
| San Luis                | Óscar Suclla Flores         |                  | Cambio 90 - Nueva Mayoría | Víctor Alegría Gonzáles                        |                                                | Somos Perú                                     |
| San Martín de Porres    | Javier Kanashiro Iwamoto    |                  | Cambio 90 - Nueva Mayoría | Gladys Ugaz Vera                               |                                                | Somos Perú                                     |
| San Miguel              | Marina Sequeiros Montesinos |                  | Somos Lima                | Marina Sequeiros Montesinos                    |                                                | Somos Perú                                     |
| Santa Anita             | Osiris Feliciano Muñoz      |                  | Cambio 90 - Nueva Mayoría | Osiris Feliciano Muñoz                         |                                                | Vamos Vecino                                   |
| Santa María del Mar     | Ramón Fernández Montagne    |                  | Cambio 90 - Nueva Mayoría | Ramón Fernández Montagne                       |                                                | Vamos Vecino                                   |
| Santa Rosa              | Javier Arce Alvarado        |                  | Lista Independiente N° 9  | Luis García Villacorta                         |                                                | Vamos Vecino                                   |
| Santiago de Surco       | Carlos Dargent Chamot       |                  | Somos Lima                | Carlos Dargent Chamot                          |                                                | Somos Perú                                     |
| Surquillo               | Edwin Laguerre Gallardo     |                  | Somos Lima                | Guido Casassa Bacigalupo                       |                                                | Vamos Vecino                                   |
| Villa El Salvador       | Michel Azcueta Gorostiza    |                  | Somos Lima                | Raúl Pumar Vílchez                             |                                                | Somos Perú                                     |
| Villa María del Triunfo | Rafael Chacón Saavedra      |                  | Cambio 90 - Nueva Mayoría | Washington Ipenza Pacheco                      |                                                | Somos Perú                                     |